# Ornavasso
Ornavasso (Urnafasch in walser e in tedesco, Urnavass in dialetto ossolano) è un comune italiano di 3 307 abitanti della provincia del Verbano-Cusio-Ossola in Piemonte. Parte del suo territorio è compresa nel Parco nazionale della Val Grande.

## Geografia fisica
Il territorio comunale di Ornavasso è situato nella bassa Val d'Ossola e rappresenta la "porta d'ingresso" della valle.

## Storia

### Leponzi
Enrico Bianchetti scoprì nel 1890 una necropoli, divisa nelle due siti "San Bernardo" (165 tombe, a cui se ne aggiunsero altre 7 nel 1941 e ancora 9 nel 1952) e "In Persona" (165 tombe). Le tombe, prevalentemente ad inumazione, sono datate tra il II secolo a.C. e il I secolo d.C. e si inseriscono nella cultura leponzio-celtica, già influenzata dal contatto con i Romani.
Le due necropoli dovevano appartenere ad un unico grande villaggio,  forse sullo sperone roccioso che domina la località, con la presenza di diversi strati sociali e di attività legate all'allevamento degli ovini e allo sfruttamento del legname. L'abitato doveva trovarsi sul percorso delle vie che dal Lago Maggiore, all'epoca esteso fino a Gravellona Toce, dove sono state rinvenute strutture portuali, proseguivano verso i passi alpini.
I reperti sono sia celtici che italici e in particolare deriva forse dalla cultura di Golasecca, caratterizzata da una particolare forma di vaso "a trottola". Tipiche sono inoltre le grandi fibule (spille per i vestiti), di un tipo detto appunto "di Ornavasso". Sul cosiddetto "vaso di Latumarus", proveniente dalla necropoli di San Bernardo e databile al I secolo a.C., sono presenti iscrizioni in alfabeto leponzio-ligure. I materiali rinvenuti sono stati donati al Museo del paesaggio di Verbania nel 1961 e sono esposti in una sezione staccata presso il palazzo comunale di Ornavasso.

### Isola linguistica tedesca

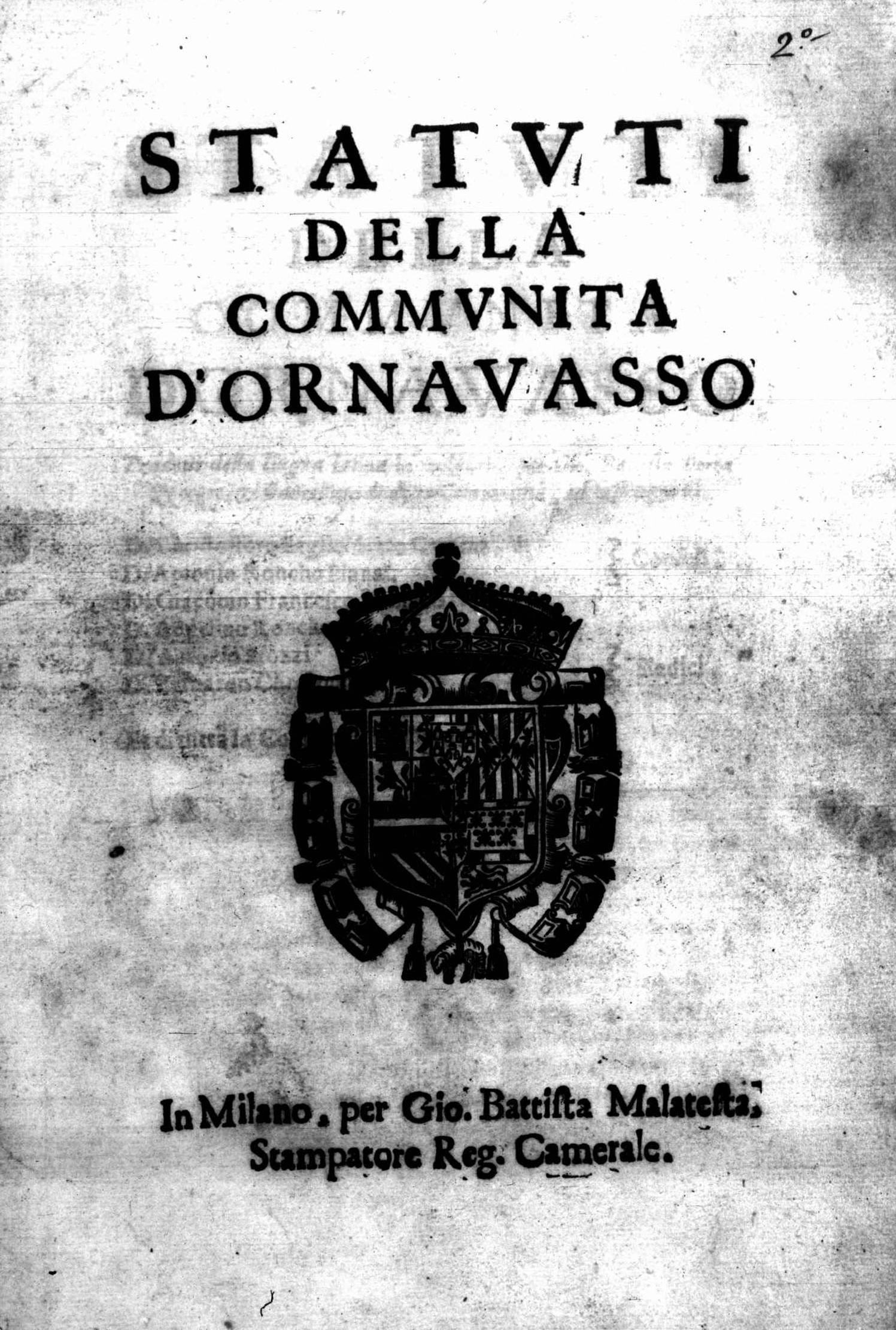
Statuti della communità d'Ornavasso, 1650

Intorno al 1300 sulla montagna di Ornavasso si insediarono gruppi di coloni walser provenienti dalla regione del Sempione, che apparteneva alla stessa casa feudale di Ornavasso. Da questi iniziali insediamenti (Bach, Grube, Ronch, Wasser, Boden, Casalecchio) i coloni si spostarono verso il basso, sulla destra del torrente Stagalo nel Dorf e sulla sinistra nel Roll.
Forse la peste nera del 1348 contribuì a diradare ulteriormente la già scarsa popolazione romanza del luogo. Alla fine del XIV secolo Ornavasso era già diventato isola linguistica tedesca e i coloni avevano appreso l'arte dell'estrazione del marmo, che veniva convogliato poi lungo il fiume Toce fino a Milano, dove venne utilizzato nel Duomo. Nei documenti dell'epoca il marmo di Ornavasso risultava per i milanesi più conveniente del marmo di Candoglia, perché di minor qualità.
Anche Migiandone (Dorf, in lingua walser), un tempo comune autonomo (aggregato ad Ornavasso a seguito del regio decreto 6 settembre 1929, n. 1516), era già germanizzato alla fine del XV secolo.
La lingua tedesca vallesana (lingua walser) andò via via scomparendo nel corso del XIX secolo: le ultime testimonianze scritte, in documenti pubblici, risalgono intorno al 1863. Nel parlato la lingua walser attualmente è parlata da una piccola minoranza ed è affiancata soprattutto dal dialetto ossolano il quale è stato contaminato da termini di lessico tedesco e una spiccata pronuncia. Alla lingua walser appartengono numerosi toponimi, soprattutto sulle montagne di Ornavasso e Migiandone. L'origine tedesca ha lasciato influssi, oltre che nella lingua e toponomastica, nelle tradizioni, specie quella del Carnevale, che si celebra per settimane con veglie danzanti itineranti.

### Seconda guerra mondiale
Durante la seconda guerra mondiale, Ornavasso vide la nascita della formazione partigiana Divisione Valtoce, dal caratteristico fazzoletto azzurro. Dopo la caduta della Repubblica dell'Ossola, essa venne ricostituita con il nome di "2a Valtoce" e inserita nel "Raggruppamento Di Dio".

### Simboli
Lo stemma e il gonfalone sono stati concessi con decreto del presidente della Repubblica del 6 luglio 1960.
Il gonfalone è un drappo di azzurro.

## Monumenti e luoghi d'interesse

### Architetture religiose
Santuario della Madonna del BodenIl Santuario è l'ampliamento di un oratorio costruito sui resti di una precedente cappelletta, nota per l'immagine della Beata Vergine dipinta sul muro che veniva venerata dagli abitanti della zona. Secondo la tradizione la notte del 7 settembre 1528 una pastorella di Ornavasso, dopo aver portato al pascolo le sue pecore, si addormentò. Al suo risveglio tutte le pecore erano scappate. Messasi, nel buio, alla loro ricerca cadde in un dirupo; spaventata chiese aiuto alla Madonna. Una luce, proveniente dalla cappelletta del Boden, le permise di ritrovare la via e il suo gregge che si era radunato presso l'Oratorio. Da allora l'8 settembre si iniziò a celebrare la festa della Madonna del Boden, o dei Miracoli.
Per accogliere i pellegrini, verso la metà del XVII secolo l'Oratorio venne ampliato e furono aggiunti il coro, le due cappelle, la sacrestia e un portico. Le navate laterali e il restauro dell'altare risalgono invece alla metà del secolo successivo.
Oggi l'edificio presenta una pianta a tre navate divise da quattro archi. Il dipinto della cappelletta originaria, in seguito agli effetti deterioranti del tempo, venne sostituito da una statuetta, alta 30 cm, raffigurante la Madonna Incoronata.

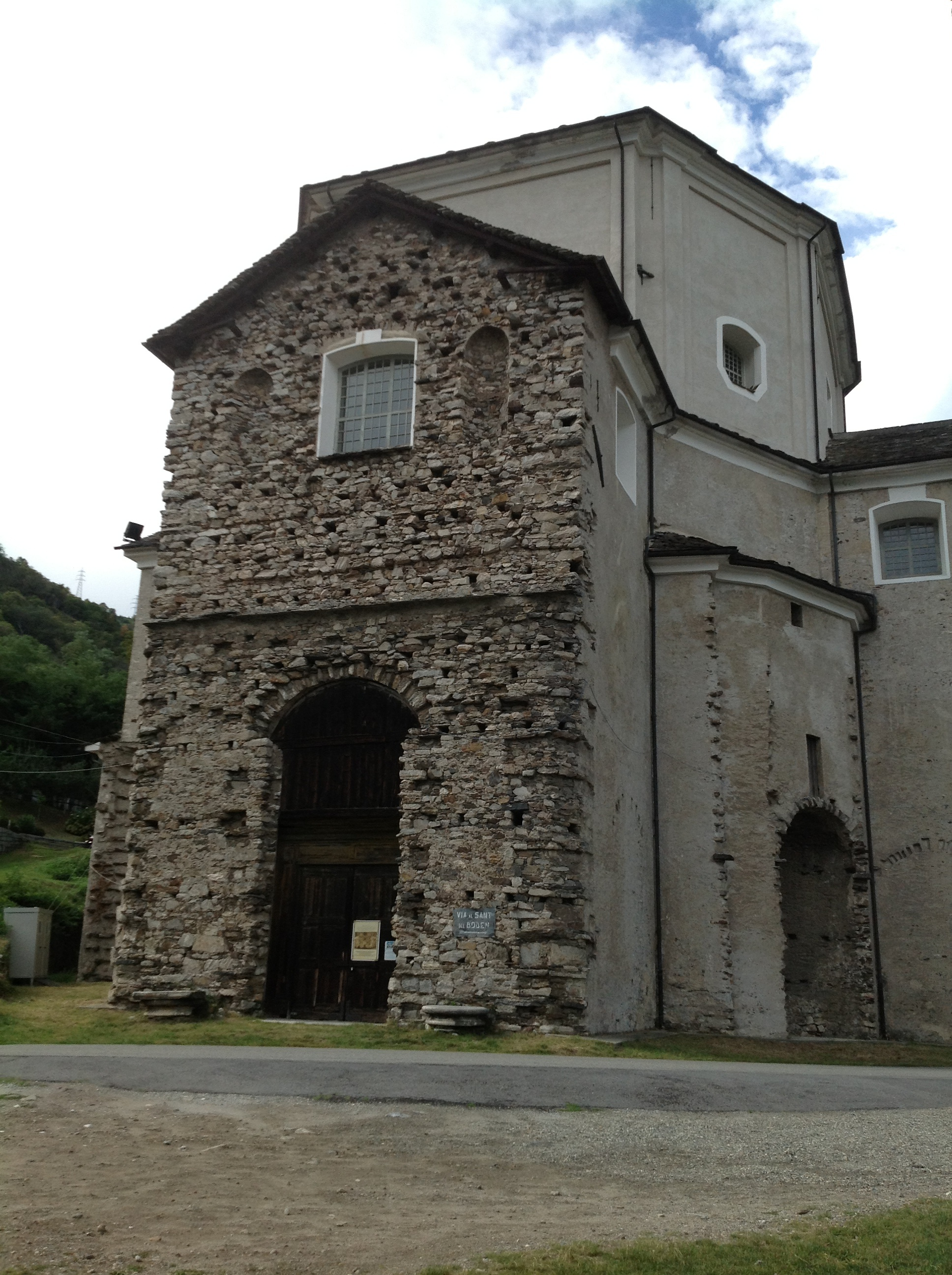
Facciata del Santuario della Guardia

Santuario della Madonna della GuardiaIl Santuario si trova lungo la strada che conduce al Santuario del Boden. La sua costruzione iniziò nel 1674, ma venne completata solo un secolo dopo nel 1774. Abbandonata e chiusa nel 1965 nel 1991 iniziarono i lavori per il suo recupero.
Chiesa parrocchiale di San Nicolao
Santuario della Madonna di Oropa
Chiesa e convento di San Pasquale Baylon
Chiesa di Sant'AmbrogioChiesa a pianta rettangolare a tre navate, situata sopra l'abitato di Migiandone. La piazza di fronte ad essa era in precedenza un cimitero. Si ignora la data di costruzione, ma viene citata già esistente in documenti del 1582.
Oratorio di San GiacomoSituato in centro paese e già citato nell'inventario dei beni parrocchiali del 1665 è stato più volte ricostruito in parte o completamente in seguito alle inondazioni del torrente San Carlo.
Oratorio di San RoccoCostruito nel XVII secolo dalla cittadinanza come ex voto in ringraziamento per essere stata risparmiata dalla peste di San Carlo.
Rotonda del CrocifissoOratorio edificato nel 1727-1728, di fronte al vecchio cimitero. Distrutto nell'inondazione del 1868 ne restano solo alcune mura.

### Architetture civili
Cava di marmoA circa 1,5 km dal centro, passando sul ponte sul torrente San Carlo, e proseguendo in direzione del Santuario del Boden, si raggiunge l'ingresso dell'antica cava di marmo. La cava è famosa per avere fornito la materia prima per la costruzione della facciata della Certosa di Pavia, del rivestimento dei pilastri nell'Ottagono del Duomo di Pavia, oltre ad altri importanti monumenti, come l'Arco della Pace di Milano e una piccola parte del Duomo di Milano. La parte storica della cava è interamente visitabile ed è sede di una importante rassegna musicale.

### Architetture militari

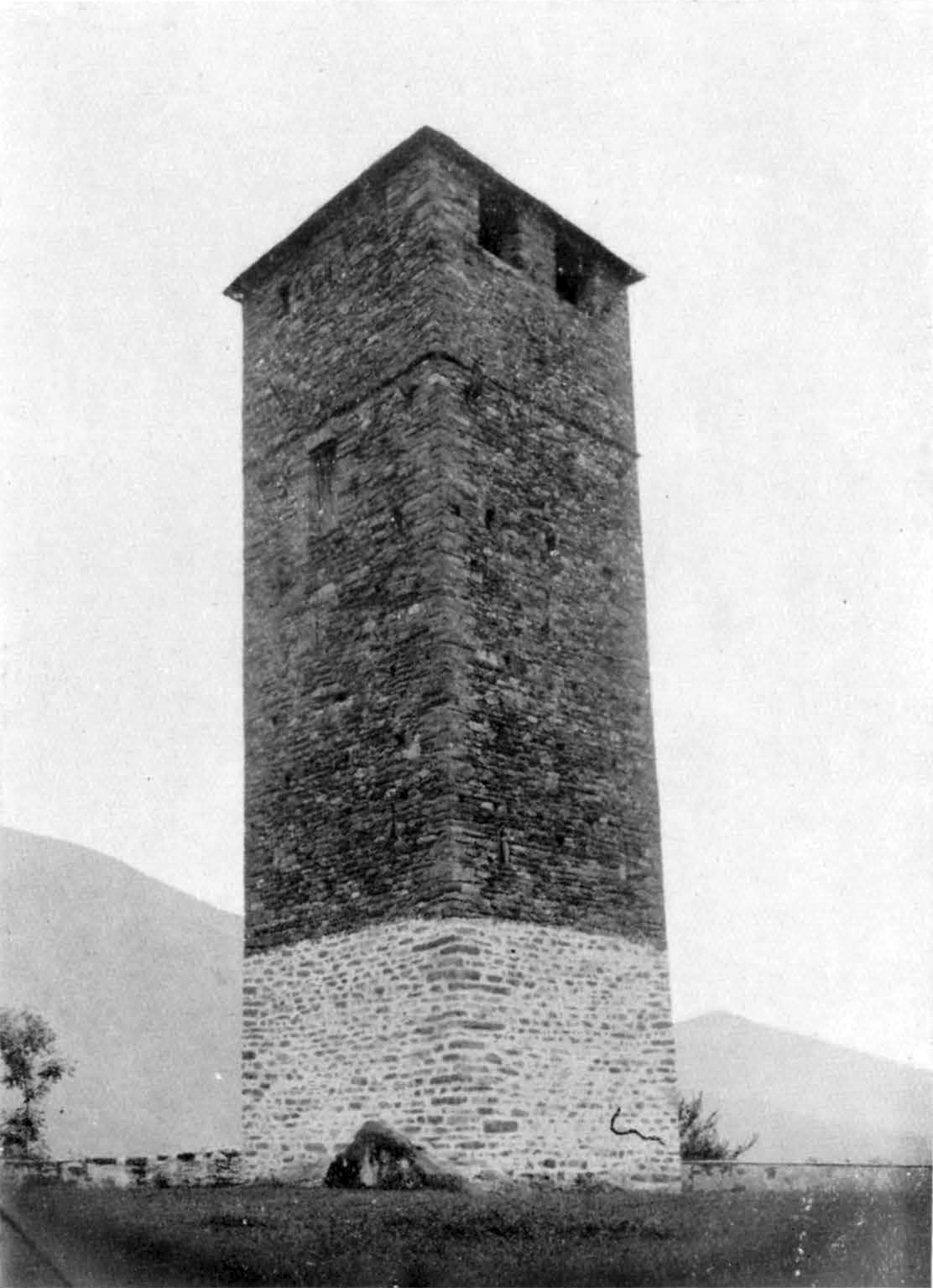
La torre di Ornavasso (foto Carlo Nigra).

Torre di guardiaAntica torre di segnalazione, edificata nei primi anni del XIV secolo dalla famiglia dei Barbavara d'Ornavasso, feudatari nella Valle d'Ossola, per potere avvertire, mediante l'accensione di fuochi, le popolazioni ossolane di eventuali attacchi da parte degli Svizzeri che imperversavano in tutta la valle. È situata nel piazzale di fronte al Santuario a cui ha dato il nome e svolge ora la funzione di campanile.
Linea CadornaIl comune ospita un tratto restaurato della Linea Cadorna, un sistema di fortificazioni militari costruito durante la prima guerra mondiale per difendere il confine nord dell'Italia da un possibile attacco austriaco attraverso la Svizzera. Le linee fortificate proteggevano il territorio italiano tra il Gran San Bernardo e la Valtellina. Nel Verbano e nell'Ossola esse coprono un dislivello di 2.000 m tra la piana del Toce e il Monte Massone e fra il Lago Maggiore e il Monte Zeda.

### Aree naturali
- Alpe Pogalti o Bogalti, a 1241 m s.l.m. Vi si trova la cappella della Regina Pacis, del 1946.
- Alpe Steit, 867 m s.l.m., toccato da molteplici itinerari escursionistici.
- Alpe Breitawong, a 1410 m s.l.m.
- Alpe Ülmeini, a 1200 m s.l.m.
- Alpe Cortevecchio, a 1518 m s.l.m. Vi si trova il rifugio Renato Brusa Perona del CAI.

## Società

### Evoluzione demografica
Abitanti censiti

### Etnie e minoranze straniere
Secondo i dati ISTAT al 31 dicembre 2010 la popolazione straniera residente era di 162 persone. Le nazionalità maggiormente rappresentate in base alla loro percentuale sul totale della popolazione residente erano:
- Marocco 62 1,81%

## Cultura

### Musei
Casa Museo Raggruppamento Divisioni Patrioti Alfredo di Dio
Il museo, inaugurato il 4 settembre 1988, si trova al centro dell'abitato ed è ospitato in un edificio ceduto a titolo gratuito al Comune di Ornavasso dall'Associazione Divisioni Patrioti “Alfredo Di Dio”, associazione sorta a Milano alla metà degli anni Ottanta del secolo scorso per valorizzare l'attività delle formazioni "azzurre" nella lotta di liberazione. Contiene una raccolta di documenti, manoscritti, fotografie e reperti relativi all'attività della Divisione Valtoce durante la Resistenza e una sezione dedicata alla Repubblica dell'Ossola. Fa parte dei "Luoghi della memoria" e dei "Sentieri della Libertà" della Provincia del Verbano Cusio Ossola.
Sezione archeologica Enrico Bianchetti del Museo del paesaggio
Sezione staccata del Museo del paesaggio di Verbania, dedicata ai reperti rinvenuti nella Necropoli di Ornavasso.

## Amministrazione
Amministrazioni che si sono succedute:
| Periodo        | Periodo        | Primo cittadino        | Partito                               | Carica  | Note   |
| -------------- | -------------- | ---------------------- | ------------------------------------- | ------- | ------ |
| 24 aprile 1995 | 14 giugno 1999 | Ermelindo Bacchetta    | centro                                | Sindaco | [ 18 ] |
| 14 giugno 1999 | 14 giugno 2004 | Ermelindo Bacchetta    | lista civica                          | Sindaco | [ 18 ] |
| 14 giugno 2004 | 8 giugno 2009  | Antonio Longo Dorni    | lista civica                          | Sindaco | [ 18 ] |
| 8 giugno 2009  | 26 maggio 2014 | Antonio Longo Dorni    | lista civica                          | Sindaco | [ 18 ] |
| 3 giugno 2014  | in carica      | Filippo Cigala Fulgosi | lista civica Ornavasso con Migiandone | Sindaco | [ 18 ] |

Fa parte dell'unione di comuni montana delle Valli dell'Ossola.

## Sport
- La squadra di pallavolo "Pallavolo Ornavasso", che ha vinto il campionato nella serie B2 nel 2009, gioca in B1 nella successiva stagione. Nel 2011 e nel 2012 ha vinto la Coppa Italia di serie B1. Nel 2012 è stata anche promossa in serie A2. Nella stagione 2012-2013 giunge terza nella regular season qualificandosi per i playoff promozione, che vince, venendo quindi promossa in serie A1[19]. Poco prima dell'inizio della stagione 2014-2015 è stata esclusa dal campionato per inadempienze finanziarie.
- La ciclista Elisa Longo Borghini ha vinto due medaglie olimpiche (bronzo a Rio 2016 e a Tokio 2021). Il sindaco Filippo Cigala Fulgosi e il parroco don Roberto Sogni hanno aggiornato a mano il cartello stradale il 26 luglio 2021 per celebrare la vittoria della ciclista.

## Galleria d'immagini

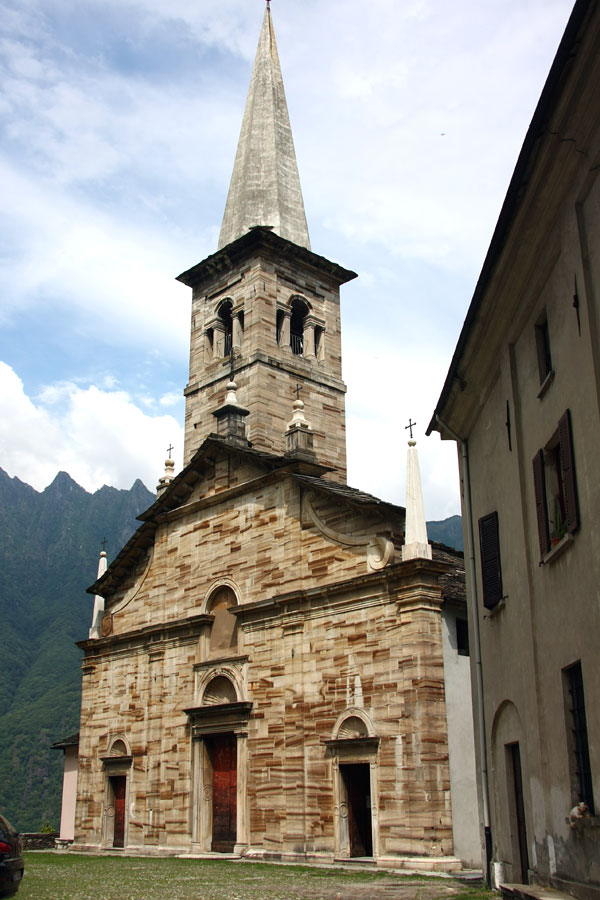
La chiesa parrocchiale
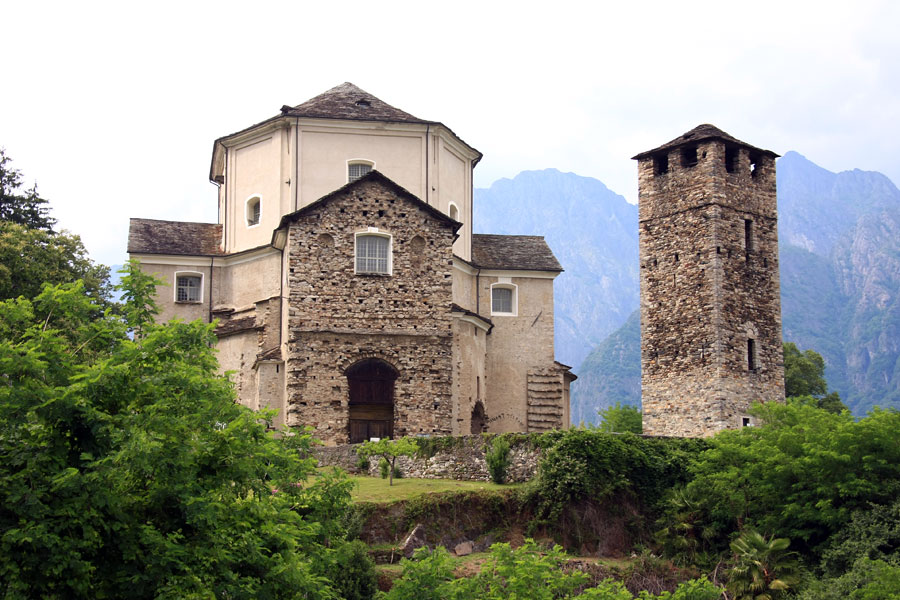
Chiesa della Madonna della Guardia e Torre medioevale
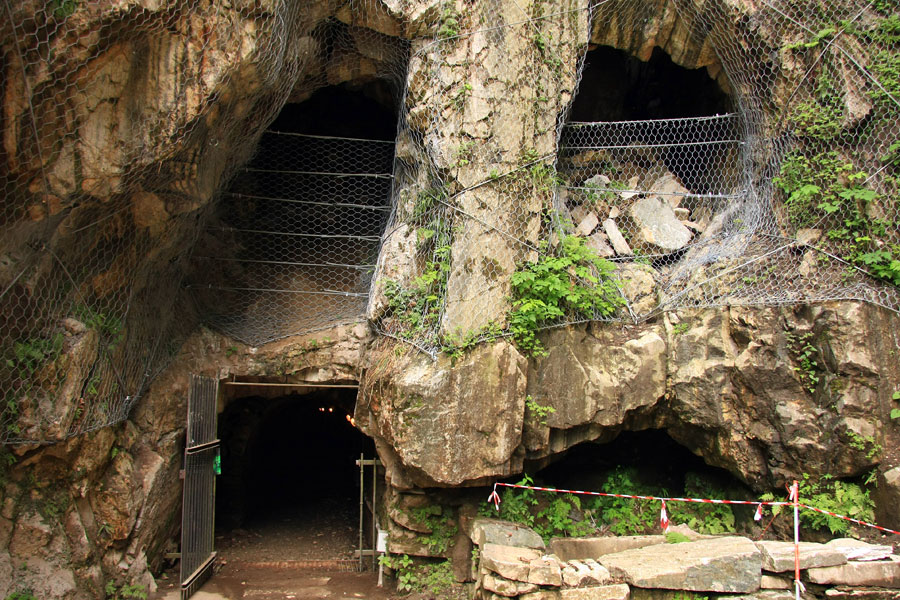
Ingresso dell'Antica cava del marmo